# Subida a Urkiola 2006
La Subida a Urkiola 2006, trentaduesima edizione della corsa, valida come evento dell'UCI Europe Tour 2006 categoria 1.1, si svolse il 13 agosto 2006 su un percorso di 161,5 km. Fu vinta dallo spagnolo Iban Mayo, che terminò la gara in 3h48'25" alla media di 42,42 km/h.
Furono 41 i ciclisti che portarono a termine il percorso.

## Ordine d'arrivo (Top 10)
| Pos. | Corridore               | Squadra       | Tempo    |
| ---- | ----------------------- | ------------- | -------- |
| 1    | Iban Mayo               | Euskaltel     | 3h48'25" |
| 2    | Ricardo Serrano         | Kaiku         | a 46"    |
| 3    | Igor Antón              | Euskaltel     | a 54"    |
| 4    | David Bernabéu          | C. Valenciana | a 1'02"  |
| 5    | José A. Pecharromán     | C. Valenciana | a 1'05"  |
| 6    | Antton Luengo           | Euskaltel     | a 1'20"  |
| 7    | Francisco José Martínez | Andalucía     | a 1'28"  |
| 8    | Julián Sánchez Pimienta | C. Valenciana | a 1'34"  |
| 9    | Rubén Plaza             | C. Valenciana | a 1'40"  |
| 10   | Ezequiel Mosquera       | C. Valenciana | s.t.     |